# Aeroporto de Lugano
46° 00′ 13″ N, 8° 54′ 37″ L
O Aeroporto de Lugano (em italiano: Aeroporto di Lugano-Agno) (código IATA: LUG, ICAO LSZA), está localizado na comuna de Agno, que se encontra no cantão de Ticino, Suíça. Por isso, também é conhecido como Aeroporto de Lugano-Agno.

## Destinos
- Darwin Airline: Biarritz, Crotone, Cagliari, Genebra, Nice, Ibiza, Olbia, Pantelleria, Rimini, Roma, Saint-Tropez e Valencia;
- Swiss International Air Lines:
  - Operado por Darwin Airline: Zurique